# Arutua (atolón)
Arutua es un atolón de las Tuamotu en la Polinesia Francesa. Está situado al noroeste del archipiélago, a 406 km al noreste de Tahití y a 40 km al sureste de Rangiroa.

## Geografía
Es un atolón de forma casi circular con un diámetro de 29 km. La superficie total es de 572 km², de los cuales 84 km² son de tierra. La amplia laguna interior tiene un islote en el medio y muchas pisciculturas y granjas de cultivo de perlas. Sólo existe un paso practicable para barcas pequeñas en la entrada de la villa principal, Rautini, que fue totalmente reconstruida después de los ciclones del año 1983. Tiene una pista de aterrizaje en un islote a una hora de trayecto en barca. La población total es de 654 habitantes en el censo de 2002. La isla produce copra, perlas y nácar. Los habitantes siguen las antiguas costumbres y el atolón ha proporcionado algunos de los mejores músicos de las islas.
El atolón está formado por cuarenta y siete motus, que se llaman: Agahuru, Hamaruoraa, Harokeiga, Iiparai, Iogaho, Iotearua, Kahae, Kahurikina, Koakiaki, Kohinatea Kopara, Koparapara, Kotahataha, Kouma, Mahuta, Manore, Meturama, Mihirena, Morotaura, Motukaven, Motukeretihe, Motukiore, Motumauu, Motunavaka, Motuone, Motutae, Nagiorna, Oehavana (1), Oehavana (2), Okihi, Okurunaga, , Papatuatea, Potehue, Purahui, Putuputu, Rautini, Remuto, Ruanui, Tatuemano, Tehetehe, Temahinahina, Tenihinihi, Tikotiko, Toopae, Touruhaari, Tuaiga, Tupanui.

## Historia
Arutua quiere decir «ola de alta mar». También se ha conocido como Rurik, nombre del barco del ruso Otto von Kotzebue que llegó en 1816. Fue descubierto por el neerlandés Jakob Roggeveen en 1722.

## Comuna de Arutua
La comuna de Arutua incluye también los atolones de  Kaukura y Apataki. En total tenían 1.436 habitantes en el censo de 2002. El nombre de Palliser se lo dio James Cook en 1774 en honor a su protector sir Hugh Palliser.

### Kaukura
Kaukura es un atolón ovalado de 50 km de largo y 14 km de ancho. El escollo sólo está roto por un paso al interior. La laguna es poco profunda con 65 ilotes en el medio. La villa principal es Raitahiti, al noroeste, con un aeródromo al norte. Los 353 habitantes viven principalmente de la pesca y proveen el mercado de Tahití.

### Apataki
Apataki es un atolón que se encuentra a 19 km al sureste de Arutua. Tiene unas dimensiones de 64 km de largo y 47 km de ancho. La villa principal es Niutahi, con un aeródromo cerca. Los 429 habitantes viven de la producción de perlas, de la pesca y del cultivo de copra y nono. Otro nombre histórico del atolón es Hagenmeister.